# وليام إلمر هولت
وليام إلمر هولت (بالإنجليزية William Elmer Holt) وهو سياسي أمريكي ينتمي إلى الحزب الديمقراطي ولد وليام إلمر هولت في 14 تشرين الاول - أكتوبر من سنة 1886 في ولاية ميسوري. هولت تخرج من جامعة نبراسكا في سنة 1902, شغل هولت منصب حاكم ولاية مونتانا في 15 كانون الأول من سنة 1935 بعد وفاة الحاكم فرانك هنري كوني واستمر هولت بشغل منصب حاكم على ولاية مونتانا إلى 4 كانون الثاني من سنة 1937 حيث لم يتم انتخابه لمنصب الحاكم في انتخابات سنة 1936. توفي وليام إلمر هولت في 1 أذار - مارس من سنة 1945 في ولاية مونتانا.